# Traquet tractrac
Emarginata tractrac
Espèce
Statut de conservation UICN

 LC  : Préoccupation mineure
Le Traquet tractrac (Emarginata tractrac) est une espèce de passereaux de la famille des Muscicapidae.
Son aire s'étend à travers l'ouest de l'Afrique australe.

## Répartition et sous-espèces
Selon la classification de référence du Congrès ornithologique international (14.2, 2024) il se répartit en cinq sous-espèces (du nord au sud) :
- E. t. hoeschi (Niethammer, 1955) — pâle aux ailes longues ;
- E. t. albicans (Wahlberg, 1855) — pâle et blanchâtre ;
- E. t. barlowi (Roberts, 1937) — légèrement pâle au dessous clair
- E. t. nebulosa (Clancey, 1962) — dessus gris chamoisé ;
- E. t. tractrac (Wilkes, 1817) — dessus variant du gris-brun au brunâtre

## Systématique
Le nom valide complet (avec auteur) de ce taxon est Emarginata tractrac (Wilkes (d), 1817).
L'espèce a été initialement classée dans le genre Motacilla sous le protonyme Motacilla tractrac Wilkes, 1817.
Ce taxon porte en français les noms vernaculaires ou normalisés suivants : Traquet tractrac, Traquet de roche pâle,.
Emarginata tractrac a pour synonymes :
- Motacilla tractrac Wilkes, 1817[3]
- Cercomela tractrac (Wilkes, 1817)[2]